# Walsingham
Walsingham è un paese di 864 abitanti della contea del Norfolk, in Inghilterra.
Il villaggio è famoso per la presenza di un antico santuario mariano, dedicato all'apparizione di Nostra Signora di Walsingham a una nobildonna locale. Tale santuario, definito anche come Loreto del nord, fu poi distrutto da Enrico VIII dopo lo Scisma anglicano.
Oggi Walsingham ha due santuari, che sono copie dell'originale: uno anglicano e l'altro cattolico. Tutti e due sono centri di pellegrinaggio.